# Jeanne Royannez
Jeanne Royannez, née le 5 novembre 1855 dans l'ancienne commune de Montmartre et morte à Paris le 6 mai 1932, dite aussi Madame Clovis Hugues, est une sculptrice française.

## Biographie
Élève de Laure Coutan, Jeanne Royannez est la fille du journaliste républicain Adolphe Royannez (1829-1894) directeur de L’Athée et de La Voix du Peuple, membre de la Commune de Marseille, compagnon de Gaston Crémieux, proscrit en 1851. Elle épouse le journaliste socialiste Clovis Hugues qu'elle rencontre à Marseille en 1871, lors de la brève commune qui enflamme cette ville. Ils se marient à sa sortie de prison, le 30 novembre 1876 à Toulon. Le couple aura deux filles, prénommées Marianne et Mireille.
L'année de ce mariage, un journaliste bonapartiste, Joseph Daime, signant sous le nom de plume de Désiré Mordant dans L’Aiglon des Bouches-du-Rhône, insulte la jeune épouse. Clovis Hugues le provoque en duel et le tue. Le mari outragé est acquitté en février 1878.
En 1882, la comtesse d'Osmond-Lenormand accuse Jeanne Royannez d'avoir séduit son époux. Il semble qu'elle veuille perdre sa réputation afin de mettre un terme à la carrière politique de Clovis Hugues. Stipendié par la comtesse, un détective, Jean Morin, réussit à jeter le trouble dans l'opinion et le tribun socialiste ne peut assister aux funérailles de Louis Blanc.

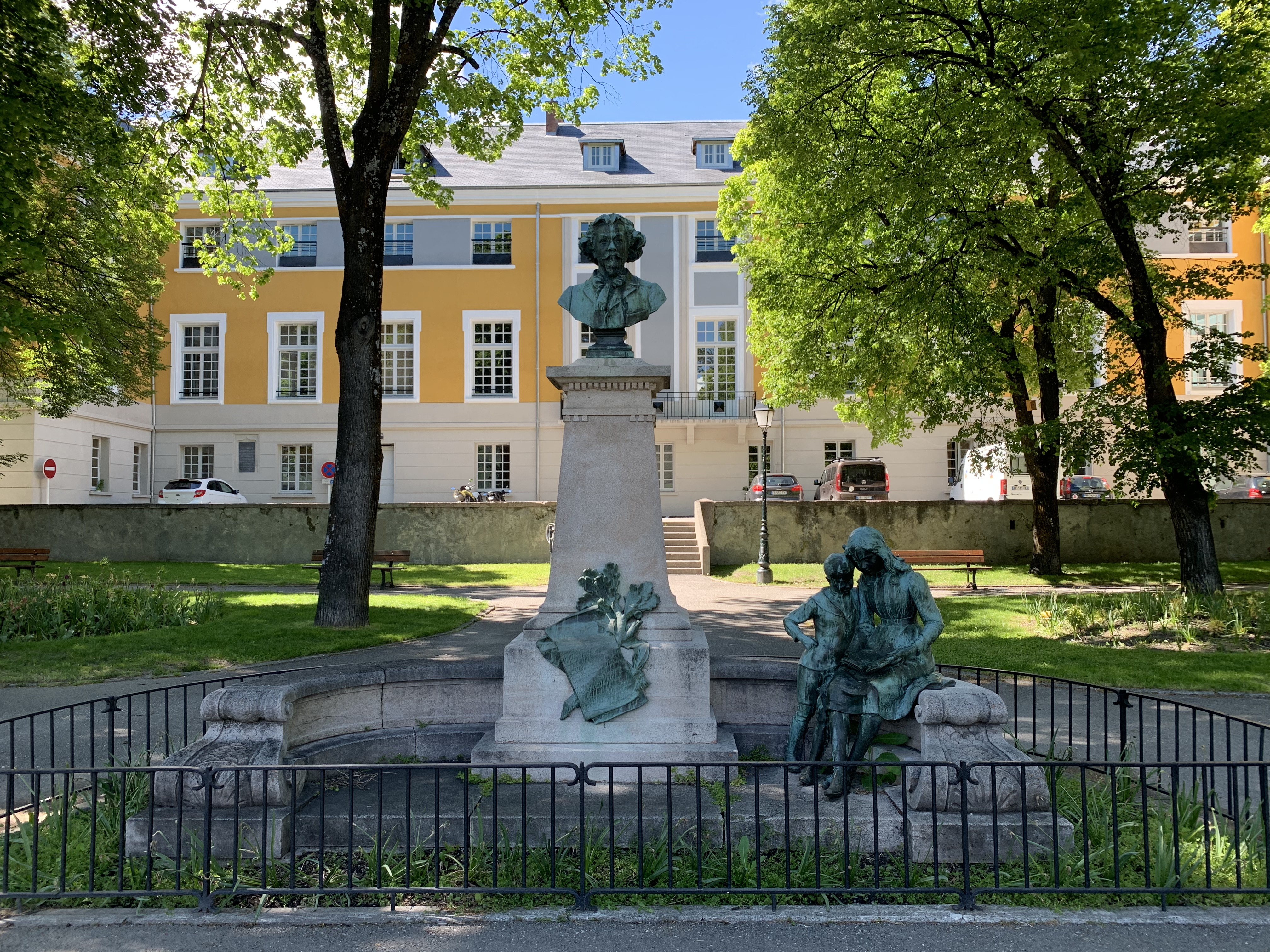
Monument à Clovis Hugues (1909), Embrun, jardins de l'archevêché.

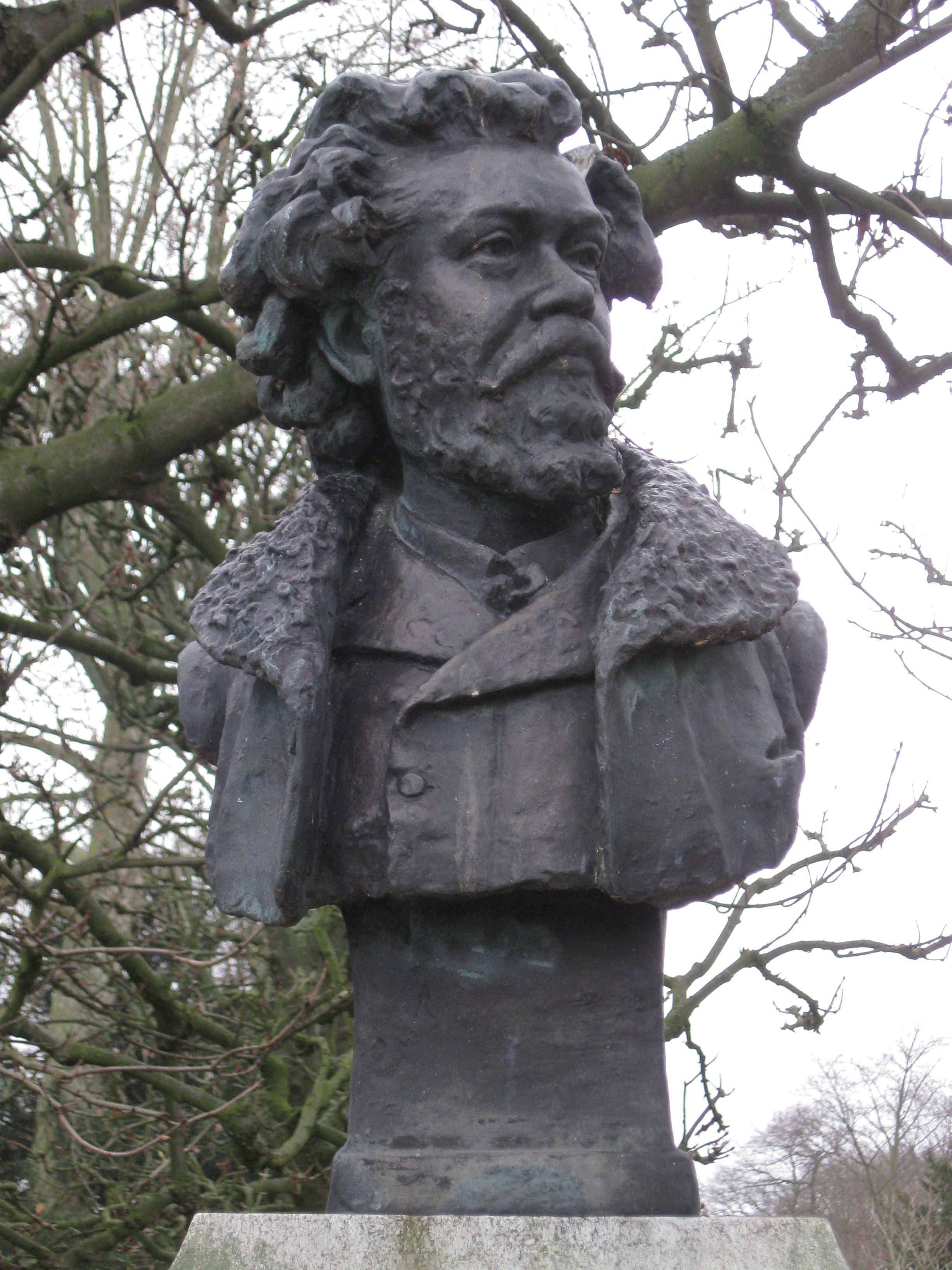
Clovis Hugues, buste en bronze, Sceaux, jardin des Félibres.

Le tribunal de Paris condamne Jean Morin le 3 décembre 1883 à deux ans de prison, 50 francs d’amende et 2 000 francs de dommages et intérêts. Mais la comtesse protège son commensal, qui sort de prison et reprend bientôt ses calomnies. Un nouveau procès s'ouvre, qui doit aboutir le 27 novembre 1884, mais il est repoussé et Morin poursuit ses persiflages. Jeanne Royannez, excédée, tire à plusieurs reprises sur Morin au palais de justice de Paris, et le tue. Elle est acquittée par ses juges le 8 janvier 1885 (sauf deux mille francs d’astreinte). Le Gaulois du lendemain en fait cette description : « Très pale, cette jeune femme aux traits accentués, est coiffée d'un petit chapeau noir et vêtue d'un costume noir. Elle a relevé sa voilette de tulle blanc et promène ses regards d'un air assez calme sur tout l'auditoire ».

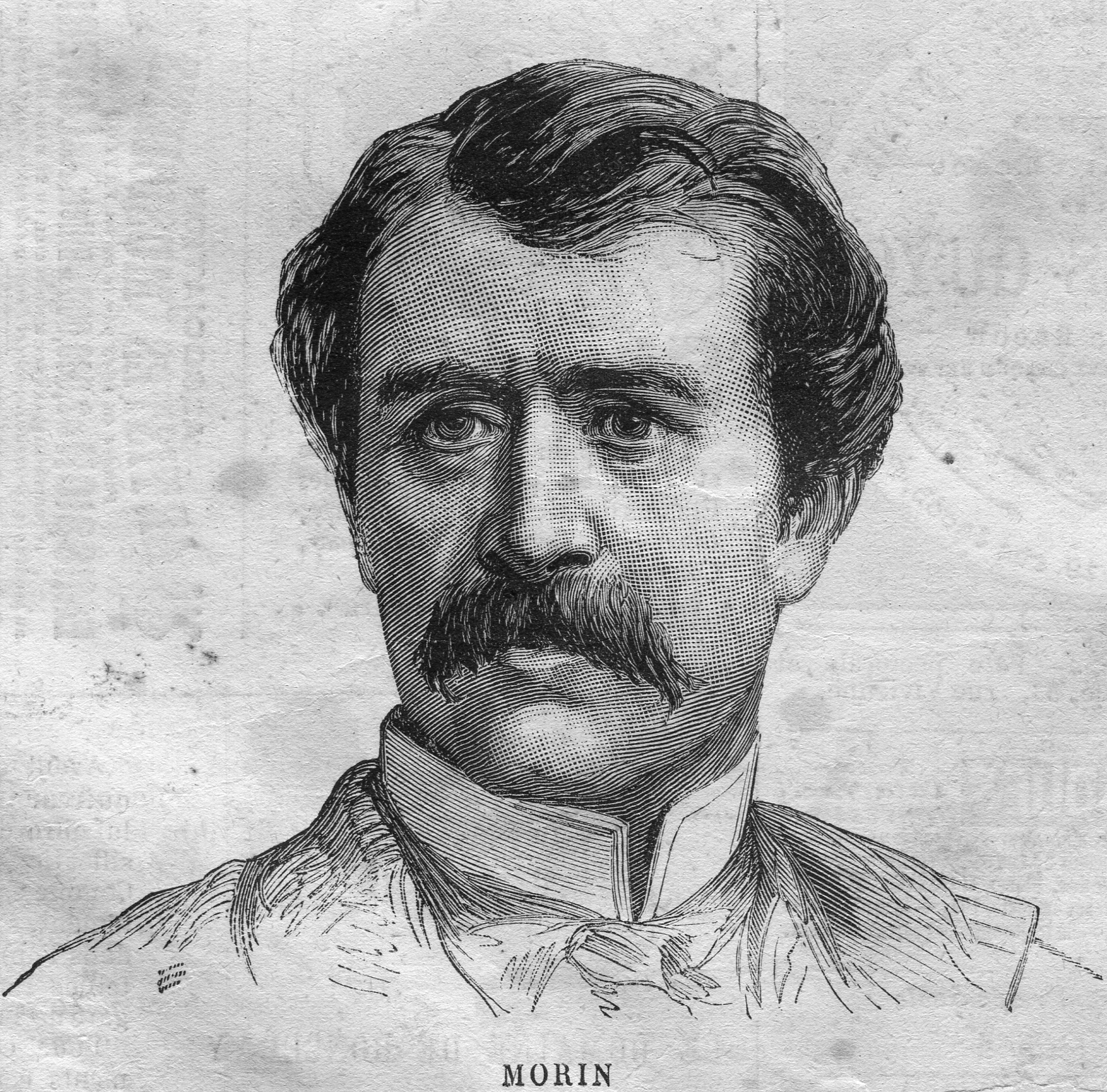
Morin
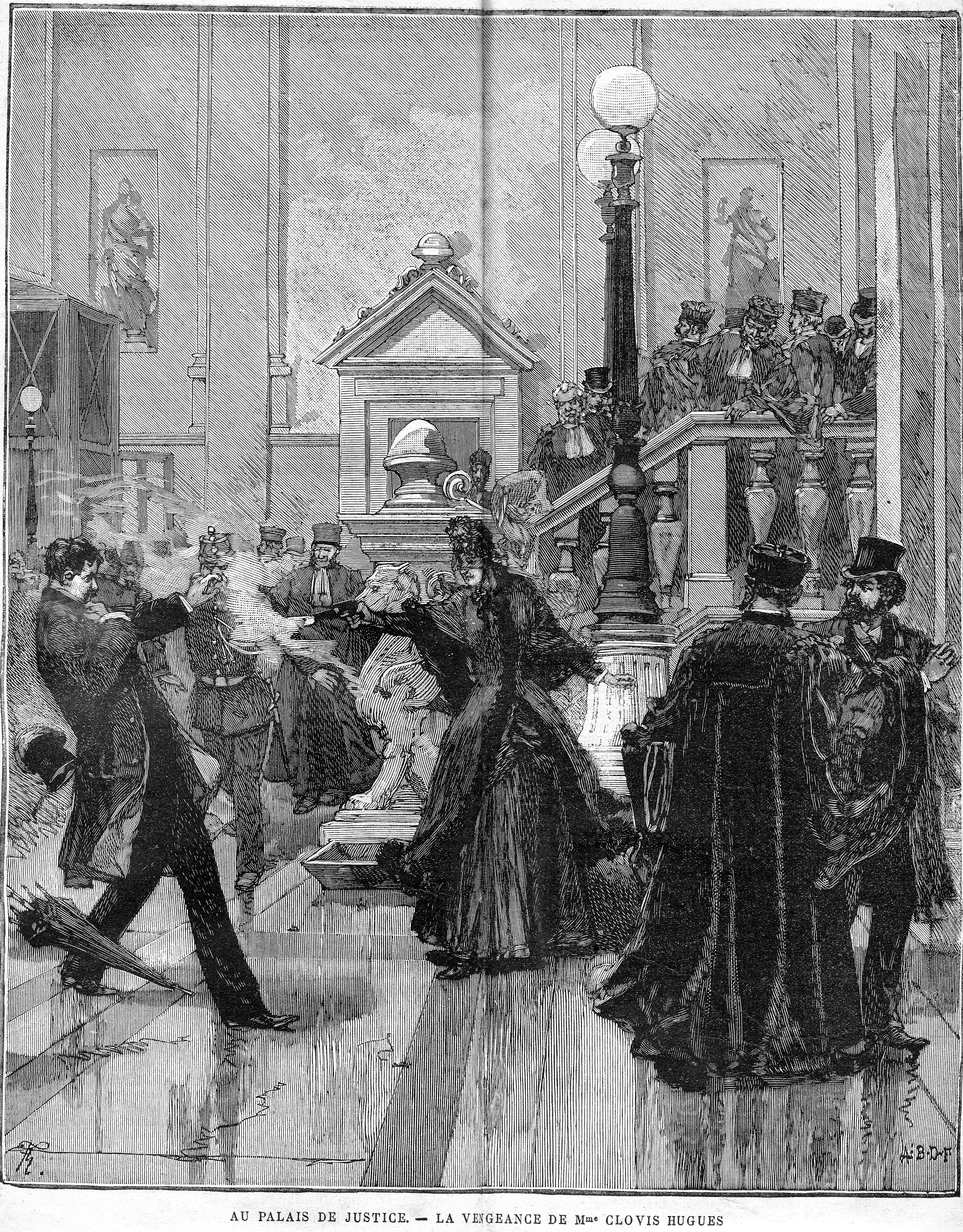
Au Palais de Justice - La vengeance de Mme Clovis Hugues
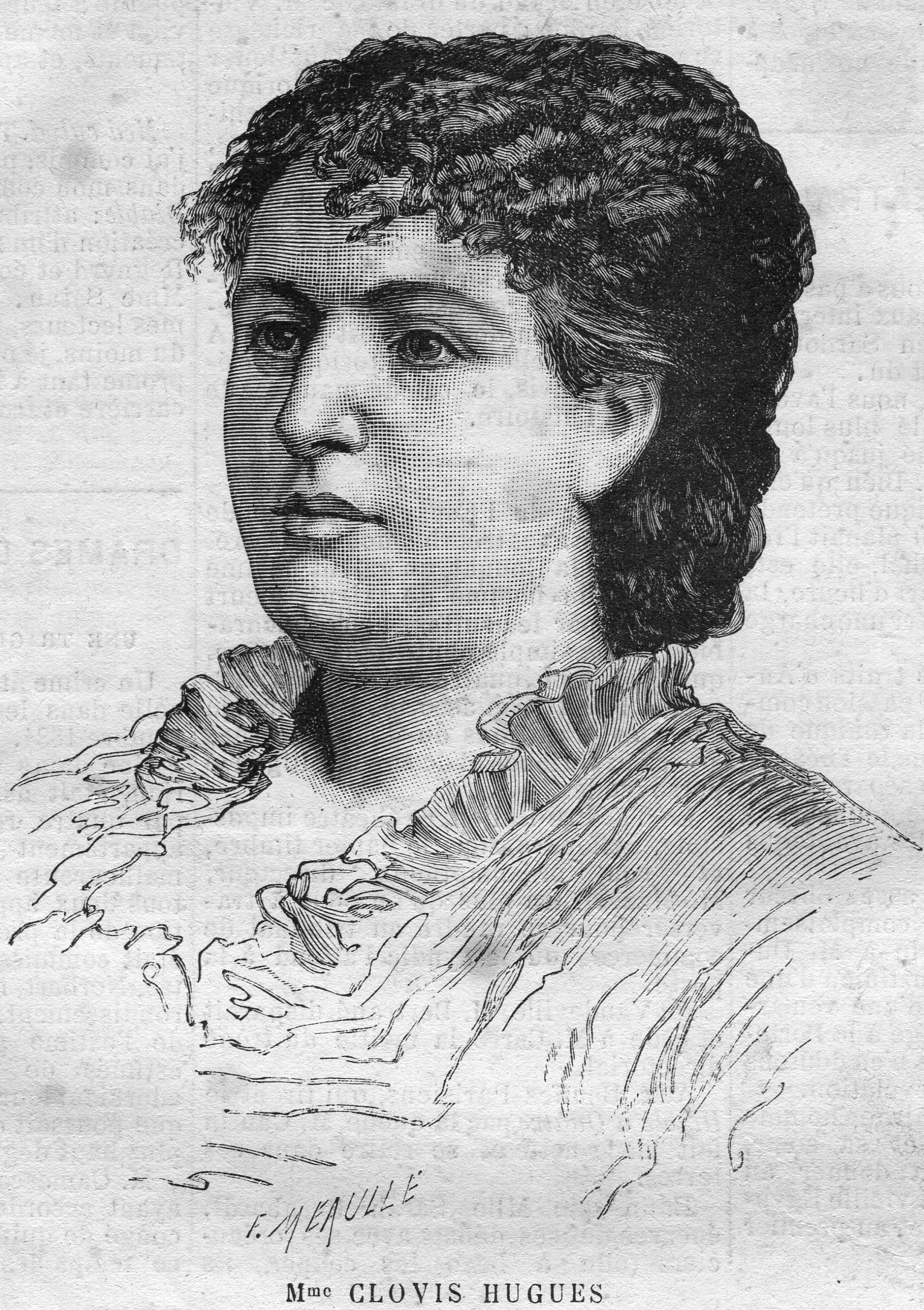
Mme Clovis Hugues
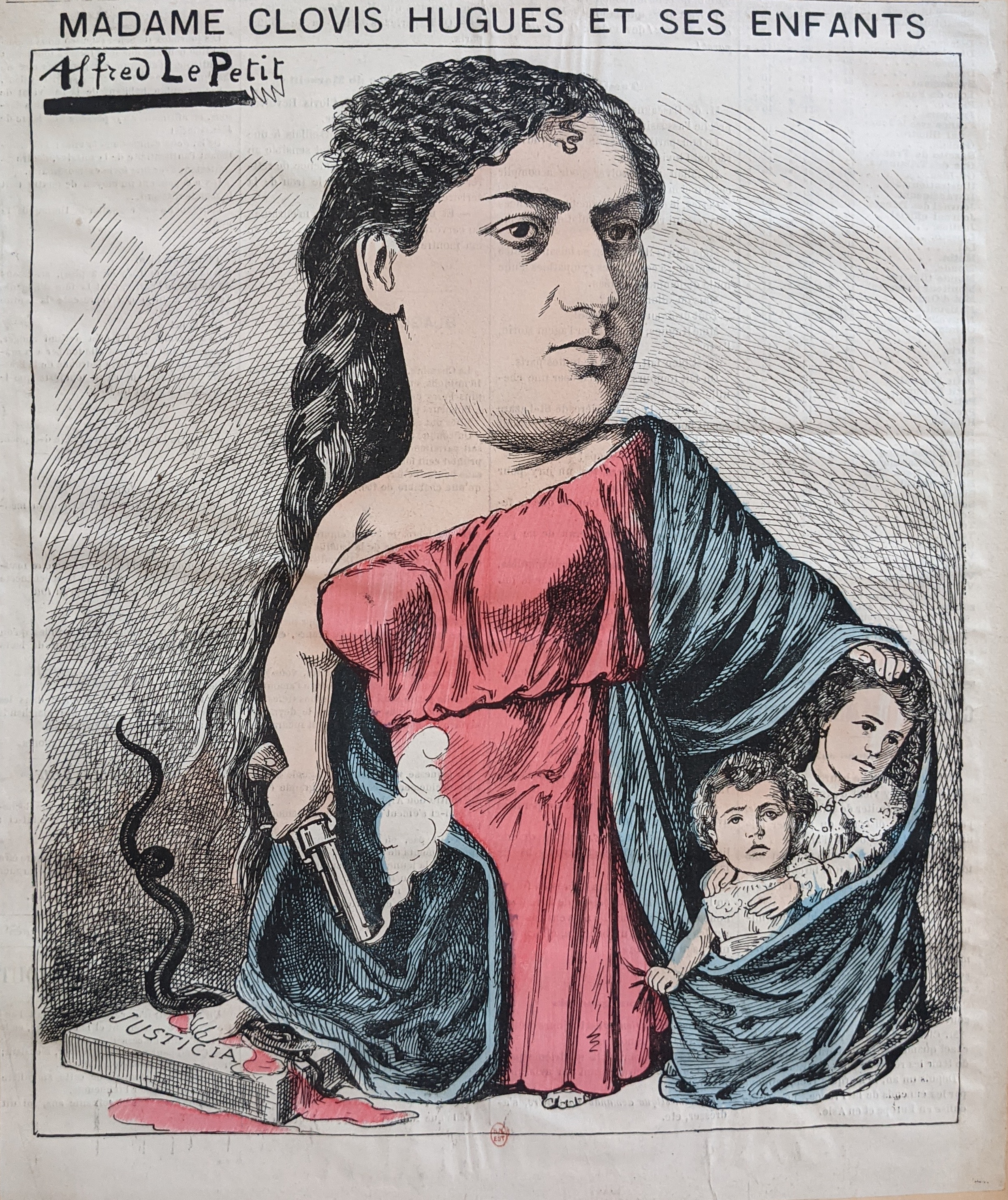
Caricature de presse de Madame Clovis Hugues par Alfred Le Petit, 1885.

L'année suivante, Jeanne Royannez expose au Salon. Sa carrière est lancée.
En 1887, elle expose au salon de l’union des femmes peintres et sculpteurs un buste en bronze de la comtesse de Béatrice de Die, acheté par la ville de Die l’année suivante.
Elle fait partie de la délégation de femmes françaises artistes présentées à l'Exposition universelle de 1893 à Chicago, regroupées dans le Woman's Building.
Jeanne Bourrillon-Tournay réalise son portrait en 1895.

## Œuvres dans les collections publiques
L’inventaire complet de son œuvre, subsistante ou non, est compliqué à établir, selon Kate Fletcher, artiste, historienne de l’art et militante. 
- Die, place de l'hôtel de ville : Monument à Beatritz de Dia comtesse de Die, 1888, buste en bronze célébrant l'amante de Raimbaut d'Orange, fameuse par ses chansons d'amour[8].
- Marseille, boulevard des Dames : La Bataille des dames. Jeanne Royannez célèbre par cette œuvre la conduite des femmes de Marseille qui, le 23 août 1524, sauvent la ville assiégée par le connétable de Bourbon[9]. On ignore où ce groupe sculpté se trouve actuellement[10] ;
- elle réalise une demi-douzaine de portraits de son mari[7], dont :
  - ceux d’Embrun, l’un exposé dans les jardins de l'archevêché (Monument à Clovis Hugues, 1909). Dédié au poète Clovis Hugues, davantage qu'à l'homme politique, ce monument prend pour modèle les petits enfants de l'artiste dans une mise en scène originale[11] et celui du cimetière : Buste de Clovis Hugues ;
  - celui de Paris, parc des Buttes-Chaumont : Buste de Clovis Hugues ;
  - celui de Sceaux, parc de Sceaux, jardin des Félibres : Clovis Hugues, buste en bronze ;
- parmi les autres portraits qu’elle réalise, on compte des bustes de Ferdinand Gatineau (son avocat dans l’affaire Morin) ou Alphonse Jolly[7] ;
- parmi ses sculptures prenant pour sujet un personnage féminin, se trouvent la statue de Laure de Noves à Fontaine-de-Vaucluse (1894) et le buste de la République à Guillestre (1894)[10].

Parmi les nombreuses œuvres de Jeanne Royannez qui se trouvaient dans les rues de Paris, un grand nombre ont disparu.

## Postérité
En 1885, à Milan, une pièce de Tito Mammoli, La vendetta della signora Hugues, una donna che uccide, « Dramma storico contemporaneo con prologo e 4 atti », met en scène l'affaire Osmond-Lenormand. On y voit Adolphe Royannez, Clovis Hugues, Jeanne Royannez, nommée Jeannette, le comte et la comtesse, les avocats, juges et procureur du procès de Jeanne Royannez.
La vie de Jeanne Hugues est portée à l'écran par Gérard Oury en 1962, dans Le crime ne paie pas. Michèle Morgan joue le rôle de Jeanne Royannez et Philippe Noiret celui de Clovis Hugues.